# Afro-fantasy
 (avril 2025).
La mise en forme du texte ne suit pas les recommandations de Wikipédia : il faut le « wikifier ».
Les points d'amélioration suivants sont les cas les plus fréquents. Le détail des points à revoir est peut-être précisé sur la page de discussion.
- Les titres sont pré-formatés par le logiciel. Ils ne sont ni en capitales, ni en gras.
- Le texte ne doit pas être écrit en capitales (les noms de famille non plus), ni en gras, ni en italique, ni en « petit »…
- Le gras n'est utilisé que pour surligner le titre de l'article dans l'introduction, une seule fois.
- L'italique est rarement utilisé : mots en langue étrangère, titres d'œuvres, noms de bateaux, etc.
- Les citations ne sont pas en italique mais en corps de texte normal. Elles sont entourées par des guillemets français : « et ».
- Les listes à puces sont à éviter, des paragraphes rédigés étant largement préférés. Les tableaux sont à réserver à la présentation de données structurées (résultats, etc.).
- Les appels de note de bas de page (petits chiffres en exposant, introduits par l'outil «  Source ») sont à placer entre la fin de phrase et le point final[comme ça].
- Les liens internes (vers d'autres articles de Wikipédia) sont à choisir avec parcimonie. Créez des liens vers des articles approfondissant le sujet. Les termes génériques sans rapport avec le sujet sont à éviter, ainsi que les répétitions de liens vers un même terme.
- Les liens externes sont à placer uniquement dans une section « Liens externes », à la fin de l'article. Ces liens sont à choisir avec parcimonie suivant les règles définies. Si un lien sert de source à l'article, son insertion dans le texte est à faire par les notes de bas de page.
- La présentation des références doit suivre les conventions bibliographiques. Il est recommandé d'utiliser les modèles {{Ouvrage}}, {{Chapitre}}, {{Article}}, {{Lien web}} et/ou {{Bibliographie}}. Le mode d'édition visuel peut mettre en forme automatiquement les références.
- Insérer une infobox (cadre d'informations à droite) n'est pas obligatoire pour parachever la mise en page.

Pour une aide détaillée, merci de consulter Aide:Wikification.
Si vous pensez que ces points ont été résolus, vous pouvez retirer ce bandeau et améliorer la mise en forme d'un autre article.
L'afro-fantasy (aussi orthographiée afro fantasy, afro fantaisie) est un sous-genre littéraire et artistique de la fantasy qui s’inspire des cultures, mythologies, cosmologies, traditions orales et spiritualités africaines et afro-diasporiques. Il se distingue par la mise en scène d’univers imaginaires enracinés dans des contextes culturels africains, en contraste avec les canons de la fantasy occidentale, souvent dominés par des références médiévales ou européennes.

## Définition
L’Afro-fantasy se caractérise par l’intégration d’éléments culturels africains dans des récits relevant du registre fantastique ou merveilleux. Elle comprend des éléments surnaturels, des entités mythiques, des systèmes de magie ou de croyances traditionnelles, ainsi qu’un imaginaire ancré dans des environnements géographiques, sociaux et politiques inspirés de réalités africaines, passées ou fictives.
Ce sous-genre est parfois confondu avec l’afrofuturisme, qui relève plutôt de la science-fiction. L’Afro-fantasy, en revanche, privilégie les récits fondés sur le mythe, la magie et les épopées ancestrales.

## Contexte et émergence
L’Afro-fantasy s’inscrit dans une dynamique plus large de réappropriation culturelle et de décolonisation des imaginaires. Elle offre une alternative aux modèles dominants de la fantasy en donnant voix à des récits et des personnages issus de l’Afrique et de ses diasporas. Cette démarche est à la fois esthétique, politique et identitaire, visant à valoriser des savoirs, des cosmogonies et des représentations longtemps marginalisées dans les productions culturelles mondiales.
Le genre s’est développé de manière significative au XXIe siècle, porté par des auteurs issus des diasporas africaines, principalement aux États-Unis, au Royaume-Uni, et de plus en plus sur le continent africain lui-même.

## Origines et caractéristiques
L’Afro-fantasy se distingue par sa volonté de centrer les récits autour des cultures africaines ou de leurs diasporas, souvent marginalisées dans les genres de l’imaginaire occidentaux. Elle puise dans des sources diverses telles que la mythologie yoruba, les croyances bantoues, les traditions éthiopiennes ou encore les pratiques spirituelles afro-caribéennes. Nnedi Okorafor, autrice nigériano-américaine, a proposé le terme "Africanjujuism" pour désigner ses œuvres mêlant fantasy et spiritualités africaines.
Contrairement à la fantasy classique européenne, l’Afro-fantasy ne repose pas sur les structures médiévales occidentales, mais sur des cosmogonies africaines. Elle propose des récits où le sacré, l’héroïsme et la magie s’ancrent dans des contextes africains authentiques ou réinventés.

## Œuvres et auteurs emblématiques
Parmi les auteurs majeurs du genre figurent :
- Nnedi Okorafor, avec Akata Witch (2011) et Who Fears Death (2010), qui mêlent magie, société post-apocalyptique et traditions africaines.
- Tomi Adeyemi, dont Children of Blood and Bone (2018) s’inspire de la mythologie yoruba pour bâtir un univers fantasy africain[3].
- Marlon James, avec Black Leopard, Red Wolf (2019), une épopée dense et violente inspirée de contes africains[4].
- P. Djèlí Clark, qui propose un imaginaire afro-diasporique mêlant steampunk et magie dans The Black God's Drums (2018).

En Afrique francophone, des initiatives comme celles du studio camerounais Kiro'o Games, éditeur du jeu vidéo Aurion : L'Héritage des Kori-Odan, incarnent une approche vidéoludique de l’Afro-fantasy.

### Autres médias

#### Cinéma et télévision
Black Panther (2018), réalisé par Ryan Coogler – bien que relevant aussi de l’afrofuturisme, le film incorpore de nombreux éléments relevant de l’afro-fantasy à travers la construction du royaume de Wakanda.

#### Jeux vidéo
Aurion: Legacy of the Kori-Odan (2016) – RPG camerounais développé par Kiro’o Games, fortement inspiré des cultures d’Afrique centrale.

#### Bande dessinée
- Malika: Warrior Queen (YouNeek Studios)
- Aya de Yopougon (Marguerite Abouet et Clément Oubrerie), bien que non fantasy, participe à l’essor des récits africains dans la bande dessinée.

## Réception critique et influence
L’Afro-fantasy est saluée pour sa capacité à renouveler le genre de la fantasy en y intégrant des récits issus de traditions souvent ignorées. Elle constitue un vecteur de représentation positive et de valorisation du patrimoine culturel africain. De plus, elle offre aux lecteurs afrodescendants des modèles d’identification dans des univers fantastiques.
Le succès commercial de certaines œuvres, notamment dans la littérature jeunesse, a favorisé l’émergence d’une nouvelle génération d’auteurs et de lecteurs, ainsi qu’un intérêt accru de la part des éditeurs et des plateformes de production audiovisuelle.